# A Painted House (film)
A Painted House è un film televisivo del 2003 diretto da Alfonso Arau e tratto dal romanzo La casa dipinta di John Grisham.
Si tratta di un film della serie di Hallmark Hall of Fame ed è stato trasmesso il 27 aprile 2003 dal canale CBS. Il film ha ricevuto diverse candidature ai Primetime Emmy Award.

## Trama
Nell'Arkansas degli anni cinquanta, la famiglia Chandler si ritrova a combattere mille difficoltà per aumentare e vendere il raccolto di cotone.

## Produzione
Il film è stato girato a Clarkedale, in Arkansas. Le scene della città sono state invece girate a Lepanto e molti residenti della città hanno recitato come comparse.
La chiesa usata per la scena della messa domenicale è stata donata dalla crew del film ad una piccola chiesa della Contea di Crittenden, Arkansas. La chiesa usata nel film è ancora in piedi e viene utilizzata ogni domenica. Un grande cartello nel cortile la indica come la chiesa usata nel film.

## Riconoscimenti
- 2003 - Primetime Emmy Awards
  - Candidato al Primetime Emmy Award per l'Outstanding Single Camera Sound Mixing for a Miniseries or a Movie a Kevin Patrick Burns, Todd Orr e Itzhak Magal
- 2004 - Cinema Audio Society Awards
  - Candidato al C.A.S. Award per l'Outstanding Achievement in Sound Mixing for Television - Movies and Mini-Series a Kevin Patrick Burns, Todd Orr e Itzhak Magal
- 2004 - Hollywood Makeup Artist and Hair Stylist Guild Awards
  - Candidato al Hollywood Makeup Artist and Hair Stylist Guild Award per il miglior Hair Styling - Television Mini-Series/Movie of the Week ad Alicia M. Tripi
- 2004 - Young Artist Awards
  - Young Artist Award per il miglior giovane attore in un film televisivo, miniserie o special a Logan Lerman[4]
  - Candidato al Young Artist Award per il miglior film televisivo o special per famiglie